# یین شیائویان
یین شیائویان (انگلیسی: Yin Xiaoyan؛ متولد ۲۸ اوت ۱۹۹۳) کاراته کای چینی است. وی در مسابقات کاراته قهرمانی جهان ۲۰۱۸ در مادرید، اسپانیا، در کومیته ۶۱ کیلوگرم زنان مدال نقره را از آن خود کرد. وی به عنوان نماینده چین در بازی‌های المپیک تابستانی ۲۰۲۰ در کاراته مدال نقره را کسب کرد.
وی در سال ۲۰۱۸ در بازی‌های آسیایی ۲۰۱۸ که در جاکارتا، اندونزی برگزار شد، در کومیته ۶۱ کیلوگرم زنان مدال طلا را بدست آورد. وی در بازی نهایی رزیتا علیپور از ایران را شکست داد. چهار سال قبل، او در بازی‌های آسیایی ۲۰۱۴ که در اینچئون، کره جنوبی برگزار شد، در همین ماده موفق به کسب یکی از مدال‌های برنز شد.